# مارگارتا لیندال
مارگارتا لیندال (انگلیسی: Margaretha Lindahl؛ زادهٔ ۲۰ october ۱۹۷۴ (۵۰ سال)) ورزشکار کرلینگ اهل سوئد است.